# دهستان حومه (ایرانشهر)
دهستان حومه  نام دهستانی در بخش مرکزی شهرستان ایرانشهر، استان سیستان و بلوچستان در ایران است. براساس سرشماری مرکز آمار ایران در سال ۱۳۸۵، جمعیت آن ۲۵۶۸۶ نفر (۵۰۶۸ خانوار) بوده‌است.
مرکز این دهستان روستای شهردراز است.